# Ballada francuska
Ballada francuska – gatunek poetycki uprawiany we Francji w XIV i XV wieku o różnorodnej tematyce: miłosnej, satyrycznej, religijnej itp. Najbardziej znanymi autorami ballad byli Karol Orleański, Christine de Pisan i François Villon, choć ten ostatni raczej parodiował gatunek. W Anglii formę ballady francuskiej stosował Geoffrey Chaucer (Ballada do sakiewki własnej). Forma ballady została reaktywowana w dziewiętnastym wieku. Ballady na wzór utworów średniowiecznych pisali między innymi Paul Verlaine we Francji i Algernon Charles Swinburne w Anglii. W Czechach ballady francuskie tworzyli Jaroslav Vrchlický i Vítězslav Nezval. W Polsce tą trudną formą posługiwali się między innymi Antoni Lange (Ballady pijackie) i Leopold Staff
Przykładem ballady może być The Epitaph in Form of a Ballad Villona w angielskim tłumaczeniu wspomnianego Algernona Charlesa Swinburne’a. Oto pierwsza strofa i przesłanie tego utworu.
Men, brother men, that after us yet live,
Let not your hearts too hard against us be;
For if some pity of us poor men ye give,
The sooner God shall take of you pity.
Here are we five or six strung up, you see,
And here the flesh that all too well we fed
Bit by bit eaten and rotten, rent and shred,
And we the bones grow dust and ash withal;
Let no man laugh at us discomforted,
But pray to God that he forgive us all.
[...]
Prince Jesus, that of all art lord and head,
Keep us, that hell be not our bitter bed;
We have nought to do in such a master’s hall.
Be not ye therefore of our fellowhead,
But pray to God that he forgive us all.
Charakterystyczne dla ballady francuskiej jest występowanie pod koniec strof refrenów. Całość zakończona jest czterowersowym podsumowaniem. W balladzie francuskiej strofy mają tyle wersów, ile sylab jest w linijce wiersza. Ballada składa się z trzech strof i przesłania (envoi). Cechą charakterystyczną ballady francuskiej jest powtarzanie tych samych rymów w całym toku utworu. Dlatego ballada rymuje się przeważnie ababbcbc ababbcbc ababbcbc bcbc lub ababbccdcd ababbccdcd ababbccdcd ccdccd. Zachowanie tego układu rymów w przekładzie jest zwykle niemożliwe.
Odmianą ballady francuskiej jest jeszcze bardziej skomplikowana forma, nazywana Chant royal